# San José de los Sabinos
San José de los Sabinos är en ort i Mexiko.   Den ligger i kommunen Pénjamo och delstaten Guanajuato, i den centrala delen av landet, 290 km väster om huvudstaden Mexico City. San José de los Sabinos ligger 1 728 meter över havet och antalet invånare är 407.
Terrängen runt San José de los Sabinos är platt åt sydost, men åt nordväst är den kuperad. Runt San José de los Sabinos är det ganska tätbefolkat, med 111 invånare per kvadratkilometer. Närmaste större samhälle är Pénjamo, 2,9 km väster om San José de los Sabinos. Trakten runt San José de los Sabinos består till största delen av jordbruksmark.